# ウォーム・ユア・ハート
『ウォーム・ユア・ハート』（Warm Your Heart）は、アメリカ合衆国の歌手アーロン・ネヴィルが1991年に発表したスタジオ・アルバム。ネヴィルは、当時ネヴィル・ブラザーズが契約していたA&Mレコードとソロ名義での契約も交わして本作を発表した。

## 解説
1989年にネヴィルとのデュエット・ソング「ドント・ノウ・マッチ」を大ヒットさせたリンダ・ロンシュタットがプロデュース、アレンジ、ボーカルで参加。「クローズ・ユア・アイズ」はロンシュタットとのデュエットで、「ラ・ヴィ・ダンサンテ」はリタ・クーリッジとのデュエットである。
ネヴィルの母国アメリカではBillboard 200で44位、『ビルボード』のR&Bアルバム・チャートでは62位に達し、1992年1月にRIAAによってゴールドディスクに認定され、1997年8月にはプラチナディスクに認定された。ニュージーランドのアルバム・チャートでは3週連続で1位を獲得し、9週にわたりトップ10にとどまる大ヒットを記録した。
本作からのシングル「エヴリバディ・プレイズ・ザ・フール」はBillboard Hot 100で8位、『ビルボード』のアダルト・コンテンポラリー・チャートでは1位を獲得する大ヒットを記録した。

## 収録曲
1. ルイジアナ1927 "Louisiana 1927" (Randy Newman) – 3:04
2. エヴリバディ・プレイズ・ザ・フール "Everybody Plays the Fool" (J. R. Bailey, Rudy Clark, Ken Williams) – 4:25
3. イット・フィールス・ライク・レイン "It Feels Like Rain" (John Hiatt) – 4:56
4. サムホエア、サムバディ "Somewhere, Somebody" (Max Gronenthal, Andrew Kastner, Larry McNally) – 3:01
5. ドント・ゴー・プリーズ・ステイ "Don't Go, Please Stay" (Burt Bacharach, Bob Hilliard) – 2:40
6. ウィズ・ユー・イン・マインド "With You in Mind" (Allen Toussaint) – 3:32
7. ザッツ・ザ・ウェイ・シー・ラヴズ "That's the Way She Loves" (A. Toussaint) – 4:45
8. アンゴラ・バウンド "Angola Bound" (Aaron Neville, Charles Neville) – 4:32
9. クローズ・ユア・アイズ "Close Your Eyes" (Chuck Willis) – 3:10
10. ラ・ヴィ・ダンサンテ "La Vie Dansante" (Jimmy Buffett, Will Jennings, Michael Utley) – 3:21
11. ウォーム・ユア・ハート "Warm Your Heart" (Tom Dowd, Ahmet Ertegun, Jerry Wexler) – 3:49
12. アイ・ビッド・ユー・グッドナイト "I Bid You Goodnight" (Traditional) – 4:00
13. アヴェ・マリア "Ave Maria" (Franz Schubert) – 4:41

### ヨーロッパ盤ボーナス・トラック
1. "House on a Hill" (Aaron Neville) – 3:57

## 他メディアでの使用例
本作に収録された「アヴェ・マリア」は、1993年にアメリカ映画『生きてこそ』のサウンドトラックで使用され、日本では2000年から2002年にかけて日産・ブルーバードシルフィのコマーシャルソングとして使用された。

## 参加ミュージシャン
- アーロン・ネヴィル - ボーカル、カウベル、パレード・ドラム
- リンダ・ロンシュタット - デュエット・ボーカル(#9)、ソプラノ・ボーカル(#13)、バッキング・ボーカル(#1, #5)、口笛(#2)、コーラス・アレンジ(#5, #13)
- リタ・クーリッジ - デュエット・ボーカル(#10)、バッキング・ボーカル(#1, #4, #6, #10)
- ブライアン・ストルツ - ギター(#1, #3, #5, #6, #7, #8, #9, #10, #11)
- ドン・グロルニック - ピアノ(#1, #5, #6, #7, #9, #13)、キーボード(#3, #10)
- トニー・ホール - ベース(#1, #6, #9, #10)
- ボブ・グラウブ - ベース(#3, #4, #5, #8)
- カルロス・ヴェガ - ドラムス(#1, #3, #5, #6, #7, #8, #9, #10)
- デヴィッド・リンドレー - ギター(#2)
- ライ・クーダー - ギター(#3, #12)
- ディーン・パークス - ギター(#4, #10)、マンドリン(#10)
- ラリー・カールトン - ギター(#6)
- ロビー・ブキャナン - ハモンドオルガン(#4)
- ドクター・ジョン - ピアノ(#8, #11)、パーカッション(#11)
- ラリー・クライン - ベース(#2)
- ジミー・ジョンソン - ベース(#7)
- ダリル・ジョンソン - ベース(#11)
- ラッセル・カンケル - ドラムス(#2, #4)、プログラミング(#2)
- ウィリー・グリーン - ドラムス(#11)
- ジム・ケルトナー - ドラムス(#12)
- シリル・ネヴィル - コンガ(#8)
- ボブ・シーガー - パーカッション、バッキング・ボーカル(#8)
- グレゴリー・アダムス - トランペット、ホーン・アレンジ(#4)
- リー・ソーンバーグ - トランペット
- エミリオ・カスティロ - テナー・サックス(#4)
- スティーヴン・グローヴ - アルト・サックス(#4)
- スティーヴン・カプカ - バリトン・サックス(#4)
- プラス・ジョンソン - テナー・サックス(#7, #9)
- アーノルド・マックラー - バッキング・ボーカル(#1, #2, #3, #4, #11, #12)
- ダニー・ジェラード - バッキング・ボーカル(#1, #3, #11, #12)
- レネ・アーマルド - バッキング・ボーカル(#1, #4, #5, #7)
- ローズマリー・バトラー - バッキング・ボーカル(#1, #4, #6, #7, #10)
- ウィリー・グリーン・ジュニア - バッキング・ボーカル(#1, #3, #11, #12)
- ボビー・キング - バッキング・ボーカル(#3, #11, #12)
- ヴァレリー・カーター - バッキング・ボーカル(#4, #6, #7, #10)
- The Grace Episcopal Choir - バッキング・ボーカル(#5, #13)
- ジェイソン・ネヴィル - ラップ(#8)
- ヴァン・ダイク・パークス - アレンジ(#1)
- デヴィッド・キャンベル - オーケストラ・アレンジ、指揮(#5, #13)
- ピーター・ロンシュタット - コーラス・アレンジ(#13)